# Epiphragma illingworthi
Epiphragma illingworthi är en tvåvingeart som först beskrevs av Alexander 1921.  Epiphragma illingworthi ingår i släktet Epiphragma och familjen småharkrankar. Inga underarter finns listade i Catalogue of Life.